# Игор Панарин
Игор Николаевич Панарин (на руски: И́горь Никола́евич Пана́рин) е руски учен – психолог и политолог.
Той е професор в Дипломатическата академия на Министерството на външните работи на Русия, кандидат на психологическите науки, доктор на политическите науки, академик на Академията на военните науки. Член е на Научно-методичния съвет към Централната избирателна комисия на Руската федерация и на Експертния съвет на Комитета по делата на ОНД към Съвета на Федерацията.

## Биография
Роден е на 30 октомври 1958 година в Русия. Завършва Орловското висше военно-свързочно училище на КГБ (днес Академия на ФСО на РФ) и отделението по психология на Военно-политическата академия (със златен медал). През 1993 г. защитава кандидатска дисертация по психология на тема „Психологически фактори в дейността на офицера в условията на нововъведения“. Научната степен „доктор на политическите науки“ му е присъдена от дисертационния съвет на Руската академия за държавна служба към Президента на Руската федерация (бившата Академия за обществени науки) на 7 май 1997 г. Тема на дисертацията му е „Информационно-психологическо осигуряване на националната сигурност на Русия“.
Започва кариерата си в КГБ през 1976 г. След 1991 г. работи във Федералната агенция за правителствена свръзка и информация (ФАПСИ), аналог на Американската агенция за национална сигурност, със сфера на дейност стратегически анализ и интеграция на информационните потоци от секретна и открита информация, управление на информационните потоци в кризисни ситуации, ситуационно моделиране на глобалните процеси.
От 1999 до 2003 г. работи като началник на Аналитичния отдел на Централната избирателна комисия на Руската федерация. От 2006 до 2007 г. е прессекретар на Федералната космическа агенция на Русия (Роскосмос).
На 9 септември 1998 г. на международна конференция в Линц (Австрия) за пръв път излиза с хипотезата за възможността за разпадане на САЩ на 6 части през 2010 г., демонстрирайки на участниците в конференцията карта на разпадането на САЩ.
През февруари 2005 г. предлага реформа на системата за външнополитическа пропаганда на Русия, в качеството на първи стъпки на която е въвеждане на поста съветник на президента на Русия по въпросите на външнополитическата пропаганда и информационното противодействие, създаване на Държавна комисия (или Съвет) на Русия по публичната дипломация (през декември 2008 г. предлага също създаване на Комитет за информационна сигурност на Русия, включващ служба за информационно контраразузнаване). Предлага на Министерството на външните работи (МВнР) на Русия да бъдат подчинени радиостанцията „Гласът на Русия“ и информационната агенция „РИА Новости“ (по-нататък на основата на създадената структура, формиране на външнополитически медиа холдинг в състава на МВнР на Русия) и създаване на неправителствени организации на Русия, действащи на териториите на страните от ОНД, ЕС и САЩ.
През януари 2006 г. предлага да се създаде Евразийска Рус като междудържавно образувание по модела на Европейския съюз на територията на постсъветското пространство начело с „Владетел“ (по Макиавели), което би възстановило и усилило икономическата интеграция, с постепенно присъединяване към него на редица балкански и други страни. Предлага Владимир Путин за първи „Владетел на Евразийската Рус“.
През февруари 2006 г. за пръв път предлага да се създаде в Русия нефто-газова борса, търгуваща с рубли. Борсата се открива в Санкт Петербург на 24 септември 2008 г., а още през март 2009 г. нефтената компания „Роснефт“ (водеща в руския нефтен отрасъл и една от най-големите публични нефто-газови фирми в света) е продала на търгове 6,7 хил. тона нефтопродукти за 97 млн. рубли. По данни на в. „Комерсант“ през март обемите на търговете достигат до 15 – 20 хил. тона нефтопродукти за месеца, но още до май могат да се удвоят. На борсата освен „Роснефт“ планират да излязат и други големи нефтени фирми – „Газпром нефт“, „Лукойл“, „Сургутнефтегаз“ и ТНК-ВР. След няколко месеца започват търгове и с нефт.
През януари 2009 г. предлага да се създаде Петстранна комисия като експертен механизъм за международно консултиране по изхода от световната криза.
През март 2009 г. предлага да се създаде нова световна валута АКЮРЕ на основата на трите водещи световни валути: АКЮ (решението за създаването ѝ е прието през 2006 г. на основата на валутите на Япония, Китай и Южна Корея), рублата и еврото. Според него именно съгласуваното от 20 страни въвеждане на валутата АКЮРЕ ще позволи безболезнено да се премине към нов модел на световното развитие.
През април 2009 г. предлага интеграция на Евразия като средство за преодоляване на световната финансово-икономическа криза, включително разработка на съвместна антикризисна програма на ШОС и отказ от долара във взаимните разплащания между страните-членки на ШОС в полза на двувалутна кошница (състояща се от 2 валути – юан и рубла) като нова валута на ШОС. Предлага преход на взаимните разплащания на 3 нива:
- национални валути;
- рубла или юан;
- двувалутна кошница (рубла-юан).

Предлага страните от ШОС да внесат съвместно предложение за въвеждането на нова световна валута АКЮРЕ за следващата среща на Г-20 през есента на 2009 г.
На 20 май 2009 г. започва да води своя авторска ежеседмична радиопрограма „Световна политика“ по радио „Гласът на Русия“.
Автор на много книги („Информационната война и Русия“ – 2000 г., „Информационната война и изборите“ – 2003 г., „Информационната война и дипломацията“ – 2004 г., „Информационната война и геополитиката“ – 2006 г., „Информационната война за бъдещето на Русия“ – 2008 г. и др.) и на редица статии на тема информационни войни и стратегически анализ.
Участник в редица крупни международни конференции и изложби (в Австрия, Армения, Великобритания, Германия, Гърция, Индия, Испания, Казахстан, Китай, Полша, Русия, САЩ, Франция, Узбекистан, Украйна, Естония), на които винаги излиза в защита на руските национални интереси. Нееднократно взема участие в новинарски и аналитични програми на водещите руски телевизионни канали (Първи канал на РТР, НТВ, ТВЦ, Рен-ТВ, Russia today) и радиостанции (Гласът на Русия, Радиото на Русия, Ехото на Москва, Маяк), коментирайки острите актуални проблеми на съвременната световна политика и руската действителност.